# Trinamool Gana Parishad
Trinamool Gana Parishad ("Gräsrotsfolkföreningen"), är ett politiskt parti i den indiska delstaten Assam. TGP bildades som en utbrytning ur Asom Gana Parishad 2000. Partiet leds av Atul Bora.
I delstatsvalet 2001 allierade sig TGP med BJP.
I valet till Lok Sabha lanserade TGP en kandidat, Deben Dutta från Guwahati. Dutta fick 14 933 röster (1,69%).